# 1777 год в литературе

## События
- Бомарше создал Французское общество драматургов и композиторов

## Книги и пьесы
- «Сожжёный сын богов» Фридриха Максимилиана Клингера
- «Экскурсия» («The Excursion») Фрэнсис Брук
- «История Америки» («History of America») Уильяма Робертсона
- Роман «Старый английский барон» Клары Рив
- Комедия «Философ» Дьёрдя Бешшеньеи
- Пьеса «Школа злословия» Ричарда Бринсли Шеридана
- Собрание поэзии «Poems and Miscellaneous compositions of P. Whitehead, with his life, by Edw.Thomson» Пола Уайтхеда в 4 томах
- «Les Incas» — в русском переводе «Инки, или разрушение Перуанской империи» Жана-Франсуа Мармонтеля
- Эссе «Essai sur les révolutions de la musique en France» Жана-Франсуа Мармонтеля

## Родились
- 6 января — Шарль-Гийом Этьенн, французский драматург и публицист (ум. 1845).
- 23 января — Фридрих де ла Мотт-Фуке, немецкий писатель, автор либретто к опере Э.-Т.-А. Гофмана «Ундина[англ.]» (ум. 1843).
- 27 января — Лукиан (Мушицкий), сербский патриот-писатель, поэт, языковед (ум. 1837).
- 28 января — Григорий Иванович Мансветов, русский духовный писатель (ум. в 1832).
- 7 февраля — Динику Голеску, румынский писатель (ум. 1830).
- 9 февраля — Луиза Брахманн, немецкая писательница (ум. в 1822).
- 11 марта — Карл Фридрих Беккер, немецкий историк, писатель, автор известной Беккеровской всемирной истории (ум. в 1806).
- 17 марта — Патрик Бронте, английский писатель, отец знаменитых йоркширских писательниц — Шарлотты, Эмили и Энн Бронте (ум. в 1861).
- 22 марта — Клер де Дюра, французская писательница (ум. в 1828).
- 7 апреля — Пётр Сергеевич Кайсаров, русский поэт, переводчик (ум. 1854).
- 13 апреля — Франсуа Феррье, французский публицист (ум. в 1861).
- 24 апреля — Александр Александрович Шаховской, русский драматург (ум. в 1846).
- 5 мая — Иоганн Фридрих Бенценберг, немецкий публицист (ум. в 1846).
- 24 мая — Алексей Петрович Ермолов, русский военачальник, мемуарист (ум. в 1861).
- 24 июня — Ян Ходзько, польский писатель (ум. в 1851).
- 4 июля — Фёдор Фёдорович Иванов, русский драматург и поэт (ум. в 1816).
- 15 июля — Жан-Жак Жермен Пеле-Клозо, французский военный писатель (ум. 1858).
- 27 июля — Томас Кэмпбелл, шотландский поэт (ум. 1844).
- 9 августа — Фёдор Петрович Лубяновский, российский литератор, мемуарист (ум. в 18691).
- 11 августа — Джузеппе Босси, итальянский художник и писатель (ум. в 1815).
- 17 августа — Роберт Томас Вильсон, британский военный писатель (ум. 1849).
- 19 августа — Карл-Вильгельм Саличе-Контесса, немецкий новеллист и драматург (ум. в 1825).
- 31 августа — Эрнст Август Клингеман, немецкий писатель (ум. в 1831).
- 1 сентября — Теодор Шварц, немецкий писатель (умер в 1850 году)
- 31 августа (12 сентября) — Фёдор Фёдорович Иванов, русский драматург и поэт (ум. в 1816).
- 27 сентября — Иоганн-Андерс Вадман, шведский поэт (ум. в 1837).
- 29 сентября — Танака Охидэ, японский языковед, автор ряда трактатов (ум. в 1847).
- 3 октября — Томас Рейкс, британский мемуарист (ум. в 1848).
- 5 октября — Динику Голеску, румынский писатель (ум. в 1830).
- 6 октября — Яков Андреевич Галенковский, русский поэт, писатель, критик, переводчик и издатель (ум. в 1815).
- 15 октября — Жан Батист Бонавантюр Рокфор, французский писатель (ум. 1834).
- 18 октября — Генрих фон Клейст, немецкий драматург, поэт и прозаик (ум. в 1811).
- 27 октября — Ян Непомук Каминский, польский писатель (ум. в 1855).
- 18 ноября — Жан-Понс-Гийом Вьенне, французский драматург и поэт (ум. в 1868).
- 3 декабря — Жюли Рекамье, хозяйка знаменитого литературно-политического салона (ум. в 1849).
- 8 декабря — Владимир Иванович Левенштерн, русский генерал-майор, военный писатель (ум. в 1858).
- 24 декабря — Людвик Адам Дмушевский, польский драматург, журналист, историк театра, издатель (ум. в 1847).

## Без точной даты
- Андрей Петрович Брежинский, русский поэт.
- Василий Афанасьевич Гоголь-Яновский, украинский поэт, драматург (ум. в 1825).
- Василий Васильевич Дмитриев, русский поэт (ум. в 1820).
- Чарльз Колтон, английский писатель (ум. в 1832).
- Николай Родионович Мамышев, русский писатель (ум. в 1840).
- Николай Романович Политковский, русский писатель, переводчик (ум. в 1831).
- Григорий Сергеевич Салтыков, русский литератор (ум. в 1814).
- Павел Иванович Цорн, русский генерал-лейтенант, писатель (ум. в 1829).

## Умерли
- 18 января — Шалом Шараби, автор многих произведений по Каббале (род. 1720).
- 30 января — Юст Фридрих Вильгельм Цахариэ, германский поэт, переводчик, издатель (род. 1726).
- 3 февраля — Хью Келли, английский писатель ирландского происхождения (род. 1739).
- 16 февраля — Жак Пернетти, французский писатель.
- 1 марта — Юзеф Александр Яблоновский, польский поэт (род. 1711).
- 12 апреля — Клод Кребийон, французский писатель (род. 1707).
- 7 мая — Шарль де Бросс, французский писатель, историк (родился в 1709).
- 16 июня — Жан-Батист-Луи Грессе, французский поэт и драматург (родился в 1709).
- 24 августа — Антун Канижлич, хорватский поэт и историк (родился в 1699).
- 25 сентября — Франческо Мария Дзанотти, итальянский писатель (родился в 1692).
- 1 октября — Александр Петрович Сумароков, русский поэт, драматург и литературный критик. Один из крупнейших представителей русской литературы XVIII века (родился в 1717).
- 3 октября — Христоф Фридрих Ведекинд, немецкий поэт, сочинитель злободневных стихов и песен (родился в 1709).
- 6 октября — Мария Терезия Жофрен, хозяйка знаменитого французского литературного салона (род. 1699).
- 15 октября — Пётр Иванович Рычков, краевед, историк Южного Урала. Собрал и опубликовал большой массив сведений по истории Казахстана, Среднего и Нижнего Поволжья (род. 1712).
- 8 ноября — Александр-Гийом де Муасси, французский драматург, поэт и писатель (род. 1712).
- 12 декабря — Альбрехт фон Галлер, швейцарский поэт (родился в 1708).

## Без точной даты
- Александр-Гийом де Муасси, французский поэт и писатель (родился в 1712).